# 403年
| 千纪： | 1千纪 |
| 世纪： | 4世纪 \| 5世纪 \| 6世纪 |
| 年代： | 370年代 \| 380年代 \| 390年代 \| 400年代 \| 410年代 \| 420年代 \| 430年代 |
| 年份： | 398年 \| 399年 \| 400年 \| 401年 \| 402年 \| 403年 \| 404年 \| 405年 \| 406年 \| 407年 \| 408年                                                                                         |
| 纪年： | 癸卯年（兔年）；东晋元兴二年、大亨二年 ；后燕光始三年；后秦弘始五年；北魏天兴六年；后凉神鼎三年；南凉弘昌二年；北凉永安三年；南燕建平四年；西涼庚子四年；桓楚永始元年；高句丽永乐十三年 |

## 大事记
- 中国
  - 劉裕於永嘉郡擊敗盧循，並追擊至晉安郡，盧循循海道向南逃走。
  - 后秦灭后凉。
  - 桓玄讓朝廷命自己為相國，劃南郡、南平郡、天門郡、零陵郡、營陽郡、桂陽郡、衡陽郡、義陽郡和建平郡共十郡封自己為楚王，加九錫，南陽太守庾仄起兵討桓，但很快就被桓石康擊潰，奔投後秦。
  - 12月20日——晉安帝獻上玉璽，禪位於桓玄，建立桓楚。
  - 益州刺史毛璩領軍出屯白帝，命巴東太守柳約之、建平太守羅述及征虜司馬甄季之出討桓玄所派的梁州刺史桓希。

## 逝世
- 2月3日——司馬道子，東晉宗室、權臣，晉簡文帝子，晉孝武帝親弟。